# У бурі білій
«У бурі білій»  — поетична збірка Спиридона Черкасенка видана в 1921 році. 

## Про збірку
У 1921 році при сприянні українських товариств Спиридон Черкасенко видав у Відні в «Друкарні Христофа Райсера і Синів» віршовану поему «У бурі білій». 
Книжечка, яку він видав під псевдонімом Петро Стах, вийшла з посвятою — «Присвячується апостолам большевизму». В ній висміюється більшовицький лад та терор, який учинили комісари на теренах України.